# Натолін (Ґродзиський повіт)
Натолін (пол. Natolin) — село в Польщі, у гміні Гродзиськ-Мазовецький Ґродзиського повіту Мазовецького воєводства.
Населення — 570 осіб (2011).
У 1975-1998 роках село належало до Варшавського воєводства.

## Демографія
Демографічна структура станом на 31 березня 2011 року:
|          | Загалом | Допрацездатний вік | Працездатний вік | Постпрацездатний вік |
| -------- | ------- | ------------------ | ---------------- | -------------------- |
| Чоловіки | 270     | 77                 | 174              | 19                   |
| Жінки    | 300     | 53                 | 201              | 46                   |
| Разом    | 570     | 130                | 375              | 65                   |